# Rambla de Chirivel
La rambla de Chirivel es una rambla de España de la cuenca hidrográfica del Segura que discurre en su totalidad por el territorio del norte de la provincia de Almería. 

## Curso
La rambla de Chirivel tiene sus fuentes en las laderas de las sierras de María y de Orce, dentro del término municipal de Chirivel, concretamente en el puerto del Contador, situado sobre la divisoria de las cuencas del Segura y del Guadalquivir, y forma parte de las cabeceras del río Guadalentín.
Realiza un recorrido de unos 38 km en sentido oeste-este a través del corredor de Vélez-Rubio, entre las sierras de Orce y de María, al norte, y la sierra de las Estancias al sur, hasta su desembocadura en el río Corneros, en el término de Vélez-Rubio. 